# Баріє
Баріє (перс. بريه) — село в Ірані, у дегестані Дузадж, у бахші Харкан, шахрестані Зарандіє остану Марказі. За даними перепису 2006 року, його населення становило 44 особи, що проживали у складі 9 сімей.

## Клімат
Середня річна температура становить 9,29 °C, середня максимальна – 26,86 °C, а середня мінімальна – -11,68 °C. Середня річна кількість опадів – 255 мм.
| Клімат поселення                              | Клімат поселення | Клімат поселення | Клімат поселення | Клімат поселення | Клімат поселення | Клімат поселення | Клімат поселення | Клімат поселення | Клімат поселення | Клімат поселення | Клімат поселення | Клімат поселення | Клімат поселення |
| Показник                                      | Січ.             | Лют.             | Бер.             | Квіт.            | Трав.            | Черв.            | Лип.             | Серп.            | Вер.             | Жовт.            | Лист.            | Груд.            |                  |
| Середній максимум, °C                         | 3,96             | 5,75             | 8,38             | 15,42            | 20,76            | 25,96            | 26,86            | 26,66            | 22,55            | 17,34            | 11,03            | 5,54             |                  |
| Середня температура, °C                       | −3,86            | −2,06            | 0,56             | 7,61             | 12,96            | 18,14            | 21,56            | 21,36            | 17,26            | 12,05            | 5,72             | 0,24             |                  |
| Середній мінімум, °C                          | −11,68           | −9,88            | −7,24            | −0,2             | 5,15             | 10,32            | 16,26            | 16,06            | 11,96            | 6,75             | 0,42             | −5,06            |                  |
| Норма опадів, мм                              | 31               | 33               | 48               | 41               | 34               | 5                | 2                | 1                | 0                | 10               | 20               | 30               |                  |
| Середньомісячна швидкість вітру, м/с          | 1.46             | 2.36             | 2.80             | 2.91             | 2.57             | 2.30             | 2.26             | 2.17             | 2.07             | 1.97             | 1.62             | 1.70             |                  |
| Середньомісячна сонячна радіація, кДж/м²·день | 8779             | 11476            | 14204            | 17744            | 21841            | 26431            | 26006            | 23630            | 20218            | 14664            | 10496            | 8441             |                  |
| --------------------------------------------- | ---------------- | ---------------- | ---------------- | ---------------- | ---------------- | ---------------- | ---------------- | ---------------- | ---------------- | ---------------- | ---------------- | ---------------- | ---------------- |
| Джерело:                                      |                  |                  |                  |                  |                  |                  |                  |                  |                  |                  |                  |                  |                  |